# Константинов, Николай Николаевич (теплоэнергетик)
Николай Николаевич Константинов (1906, Санкт-Петербург — 1981, Москва) — советский учёный. Доктор технических наук, профессор, специалист в области трубопроводного транспорта нефти и промышленной теплоэнергетики, много внимания уделял подготовке молодых специалистов для нефтяной и газовой промышленности.

## Краткая биография
- 1924 — окончил школу второй ступени в Баку и поступил в Азербайджанский политехнический институт
- 1927 — перевелся в Московский механический институт им. М. В. Ломоносова на отделение силовых установок
- В 1930 году — получив квалификацию инженера-механика и был направлен начальником строительства Московского завода «Нефтегаз», где проработал до 1940 года начальником электроотдела, заместителем главного механика, инженером отдела рационализации, начальником бюро оборудования.
- В 1940 году — перешёл на работу главным механиком на Владимирский завод масел (Москва), затем был руководителем группы котельного топлива, начальником цеха котельного топлива и начальником отдела нефтебазовой энергетики Всесоюзной конторы по рационализации использования нефтепродуктов «Техрацнефть»
- С 1932 по 1940 год — работал по совместительству в Московском нефтяном институте им. И. М. Губкина на кафедре термодинамики и теплотехники в качестве преподавателя
- В 1955 — году был утвержден в ученом звании доцента по кафедре транспорта и хранения нефти и газа
- В 1955 — году утвержден в ученом звании старшего научного сотрудника по специальности «Теплотехника»
- 1959 — защитил докторскую диссертацию
- В 1960 году Н. Н. Константинову присуждена ученая степень доктора технических наук.
- В августе 1966 года Николай Николаевич Константинов избран на должность заведующего кафедрой транспорта и хранения нефти и газа Московского института нефтехимическоЙ и газовой промышленности им. И. М. Губкина
- В 1967 — году утвержден в ученом звании профессора по кафедре транспорта и хранения нефти и газа.
- В 1964 — была создана году отраслевая научно-исследовательская лаборатория транспорта и хранения нефти и газа
- С 1966 — года в работе лаборатории активное участие принимал и заведующий кафедрой профессор Н. Н. Константинов, преподаватели кафедры РА. Алиев, Э. М. Блейхер, С. А. Бобровский, С. Р. Едигаров, В. Ф. Котов, В. А. Куликов, А.Д. Прохоров, С. Н. Челинцев, Е. И. Яковлев, а также преподаватели кафедры высшей математики во главе с заведующим кафедрой профессором М. А. Гусейнзаде. Результатом работы лаборатории явилась разработка многочисленных отраслевых нормативных документов, внедрение которых позволило обеспечить трубопроводный транспорт высоковязких и высокопарафинистых нефтей из районов залегания, повысить его безопасность, эффективность и надежность.
- В 1975 — было выпущено пособие «Транспорт и хранение нефти и газа», под редакцией д.т. н., профессора Н. Н. Константинова
- 1978 — Н. Н. Константинов по состоянию здоровья переходит на должность профессора-консультанта
- В 1981 году — умер профессор Николай Николаевич Константинов

## Ученые степени и звания
- доктор технических наук (1960)
- профессор (1967)

## Семья
Отец —  Николай Николаевич Константинов, инженер.
Мать —  Мария Иосифовна Гамоус (в замужестве —  Константинова).
Сын —  Николай Николаевич Константинов, российский педагог-математик.